# Quadrangle d'Hecate Chasma
Le quadrangle d'Hecate Chasma (littéralement :  quadrangle du gouffre d'Hécate), aussi identifié par le code USGS V-28, est une région cartographique en quadrangle sur Vénus. Elle est définie par des latitudes comprises entre 0° et 25° N et des longitudes comprises entre 240° et 270° E,. Il tire son nom du gouffre d'Hécate.

## Géographie

### Liste de coronas
- Acrea Corona
- Ak Ene Corona
- Aruru Corona
- Gashan Ki Corona
- Nei Teukez Corona
- Prthivi Corona
- Rind Corona
- Sinlaku Corona
- Taranga Corona
- Tari Pennu Corona